# Max Reinhardt (Verleger)
Max Reinhardt (geboren 30. November 1915 in Konstantinopel, Osmanisches Reich; gestorben 19. November 2002 in London) war ein britischer Verleger.

## Leben
Max Reinhardt war Sohn eines österreichischen Architekten und einer Italienerin. Er wuchs polyglott in der Türkei auf, er hatte eine griechischsprachige Kinderfrau, die Familiensprache war Französisch. Er besuchte die English High School for Boys (EHSB) in Istanbul und ging zum Studium nach Paris.
Nachdem er 1938 nach London gezogen war, wurde er nach Anfang des Zweiten Weltkriegs zunächst mit seinem italienischen Pass als feindlicher Ausländer interniert. Er wirkte dann als Agent für die British Army auf dem Kriegsschauplatz im Nahen Osten.
Reinhardt erhielt 1946 die britische Staatsbürgerschaft und gründete den Reinhardt-Verlag. Er war mit den Schauspielern Ralph Richardson und Anthony Quayle befreundet, die ihn in seinen verlegerischen Anfängen finanziell unterstützten. Reinhardt war 30 Jahre lang Mitglied des Beirats der Royal Academy of Dramatic Art (RADA). Seine Ehe mit der britischen Filmschauspielerin Margaret Leighton hielt nur von 1947 bis 1955.

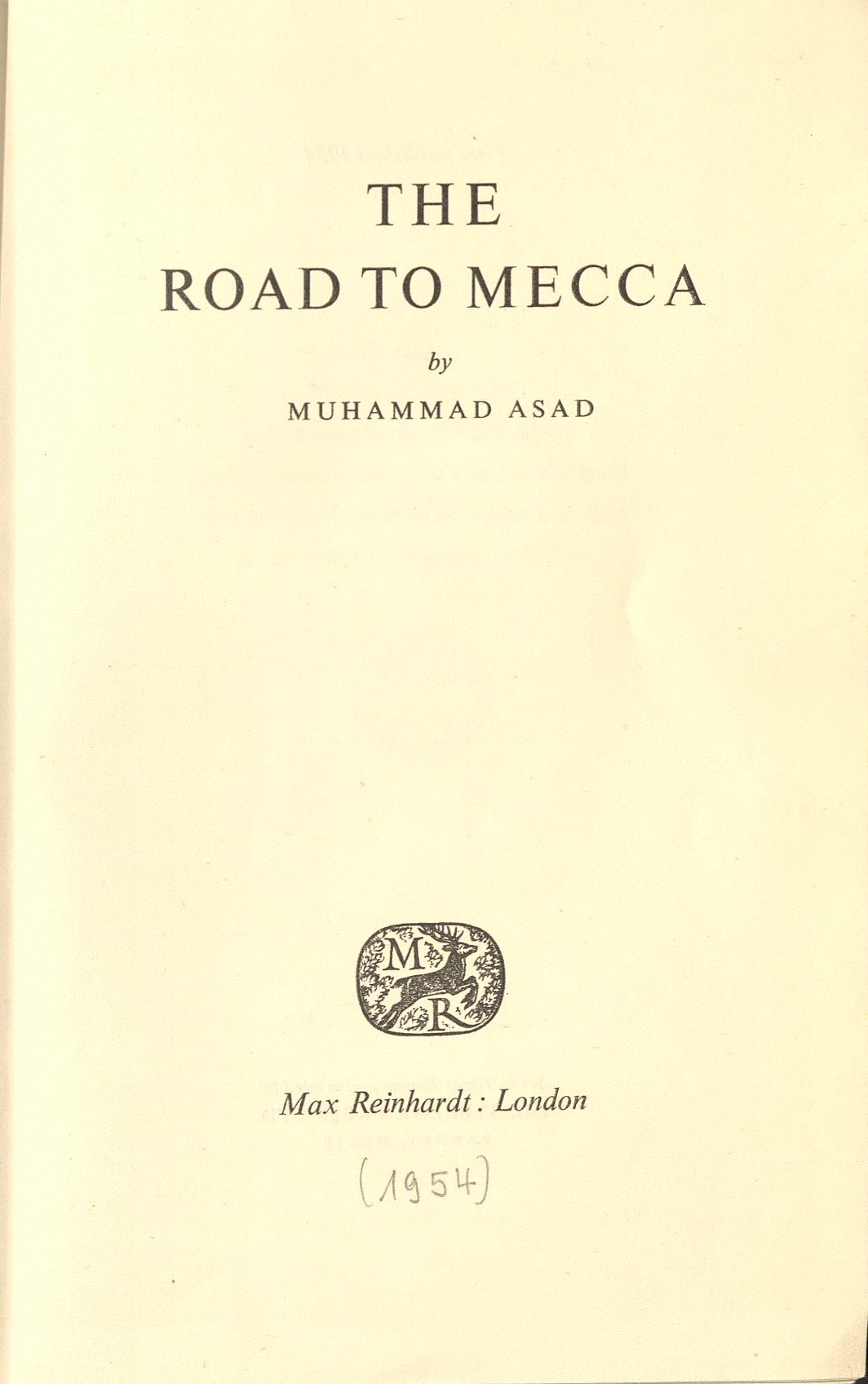
Muhammad Asad bei Max Reinhardt (1954)

1956 kaufte er mit finanzieller Unterstützung den Traditionsverlag Bodley Head. Reinhardt holte J. B. Priestley und Graham Greene in den Vorstand des Verlags. Als Autoren gewannen sie unter anderen Charles Chaplin, Alistair Cooke, Sam Haskins, Georgette Heyer, Maurice Sendak, George Bernard Shaw, Alexander Solschenizyn, Muriel Spark und William Trevor. Daneben entwickelte er ein sehr erfolgreiches Programm für Kinder- und Jugendliteratur und übernahm den bibliophilen Verlag Nonesuch Press.
Bodley Head vereinigte sich in den 1970er Jahren in einer Verlagsgruppe mit Jonathan Cape / Chatto & Windus. Als diese Gruppe 1987 von Random House übernommen wurde, zog sich Reinhardt, gesundheitlich angegriffen, aus dem Geschäft zurück.